# Atlas (gorje)
Atlas je naziv za nekoliko spojenih gorsko-planinskih lanaca u sjevernoj Africi. Proteže se uz obalu Atlantskog oceana i Sredozemnog mora u državama Maroku, Alžiru i Tunisu. Sastoji se od dva paralelna planinska lanca (Anti Atlas, Visoki Atlas i Saharski Atlas na jugu, te Srednji Atlas i Tell Atlas na sjeveru). Na istoku se oba lanca spajaju u planini Aures. Najviši vrh Atlasa - Džabal Tubkal, nalazi se na planini Tubkal, u sjeverozapadnom Maroku i visok je 4 167 metara. Atlas razdvaja Mediteran i atlantsko primorje od Saharske pustinje. Po gorama Atlasa žive uglavnom Berberi.
Atlas spada u mlada nabrana gorja iako u njemu ima i starih stijena (nastajao je tijekom više razdoblja Zemljine geološke prošlosti). Gorje je još uvijek geološki aktivno (potres u Agadiru 1960). Ime je dobilo po divu Atlasu iz grčke mitologije koji je na svojim leđima držao nebeski svod.